# Polyporus lepideus
Polyporus lepideus är en svampart som beskrevs av Fr. 1818. Polyporus lepideus ingår i släktet Polyporus och familjen Polyporaceae.   Inga underarter finns listade i Catalogue of Life.